# Petit dodécaèdre étoilé tronqué
En géométrie, le petit dodécaèdre étoilé tronqué est un polyèdre uniforme non-convexe, indexé sous le nom U58.
Il partage ses sommets avec le petit rhombicosidodécaèdre, et avec les composés uniformes de 6 ou 12 prismes pentagrammiques.